# Aranyaprathet (Stadt)
Aranyaprathet (thailändisch เทศบาลเมืองอรัญญประเทศ, ausgesprochen thesa ban müang aranyaprathet) ist eine Kleinstadt im Landkreis Aranyaprathet in der thailändischen Provinz Sa Kaeo und dient als der Verwaltungsort des Bezirks. Durch ihren Status als Thesaban genießt sie eine gewisse Autonomie und übernimmt Aufgaben, die eigentlich der Tambon (Subdistrikt) wahrnimmt. Das Stadtgebiet umfasst die gesamte Fläche des Subdistrikts. Im Jahr 2018 hatte Aranyaprathet laut Statistik der thailändischen Regierung 17.355 Einwohner.

## Geschichte

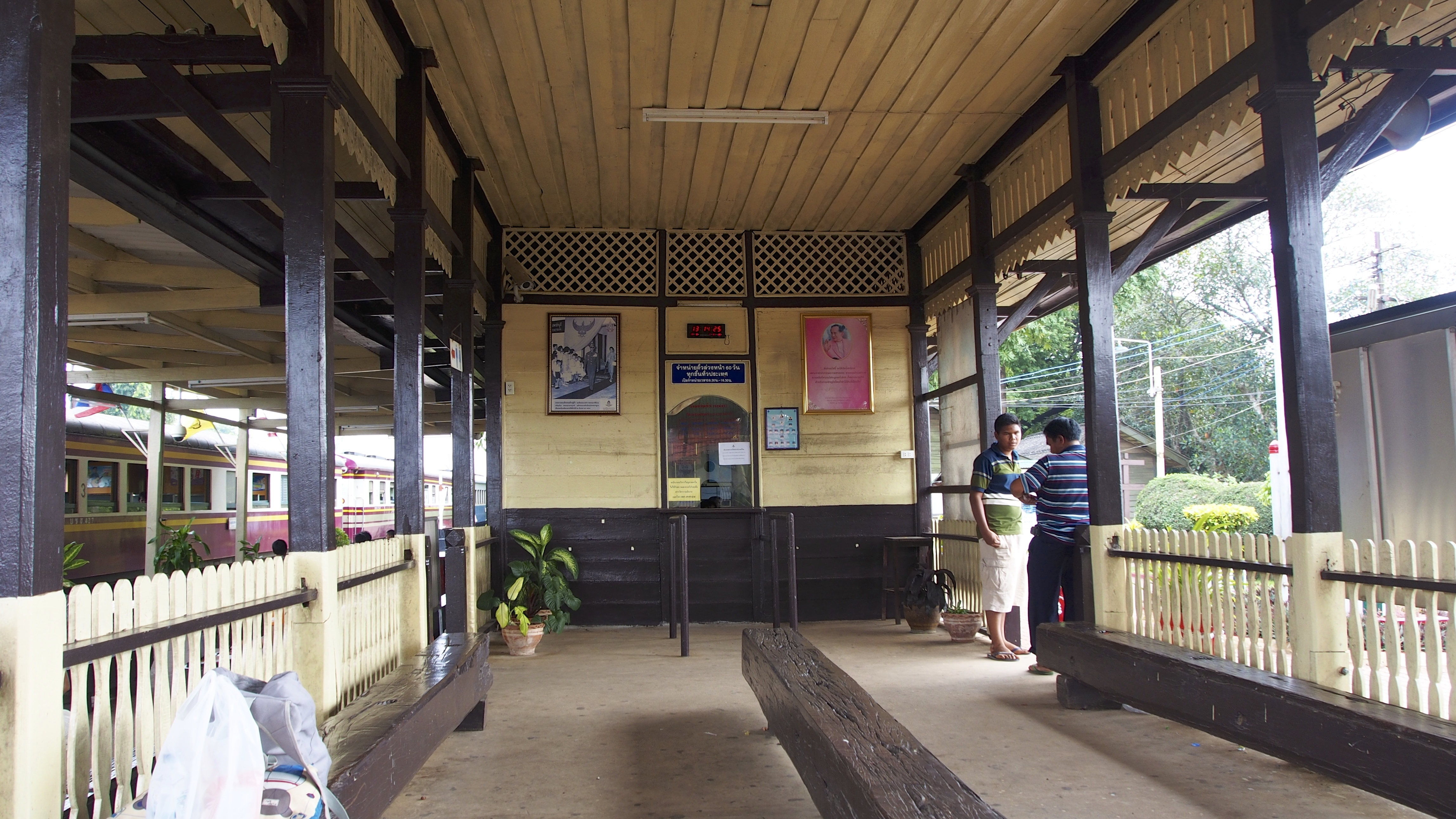
Bahnhof Aranyaprathet (2013)

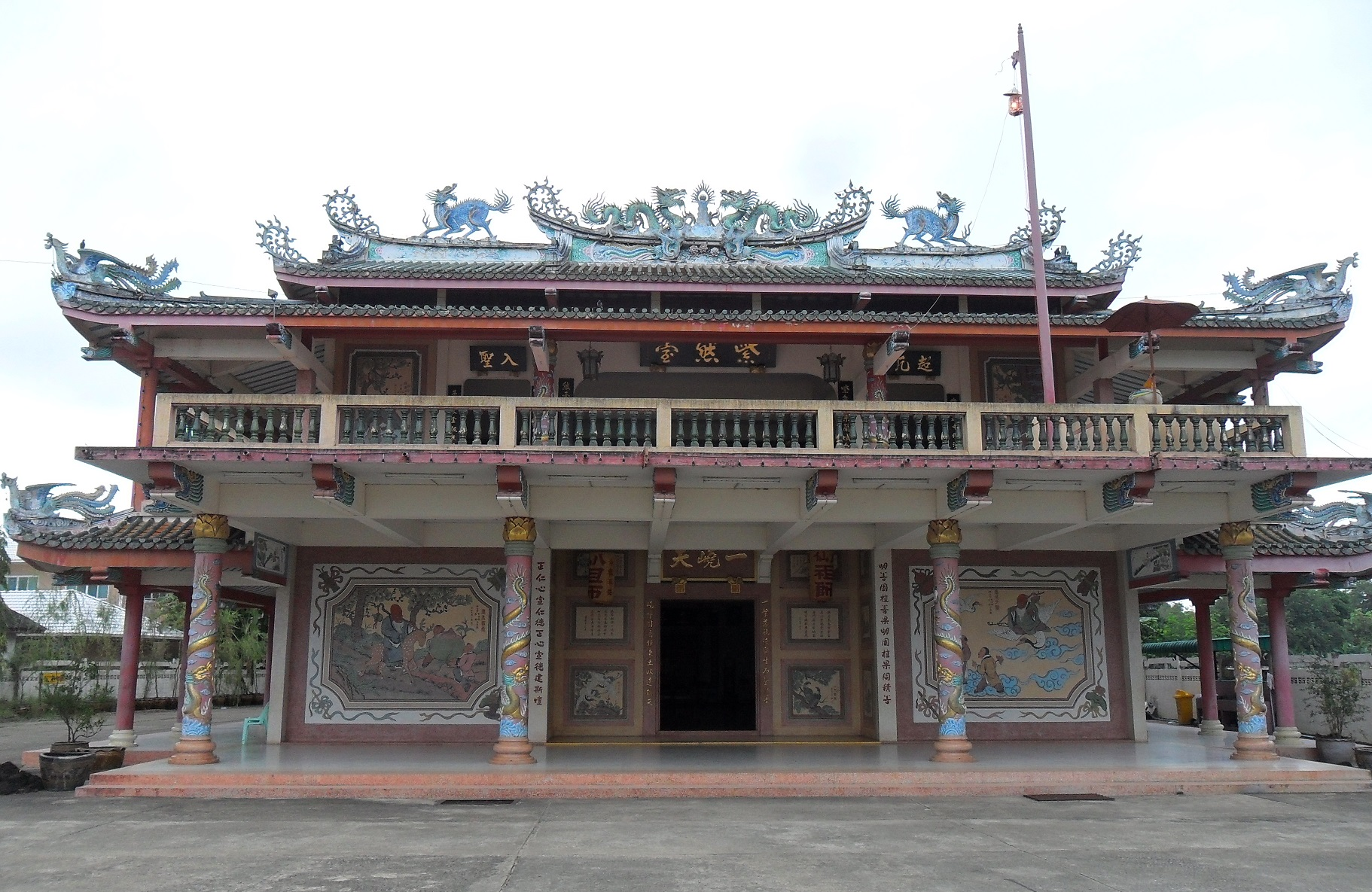
Chinesischer Tempel in Aranyaprathet

Aranyaprathet war lange die Endstation der Ostlinie der staatlichen thailändischen Eisenbahn, die heute im Grenzbahnhof Ban Klong Luk im Landkreis Aranyaprathet endet. Außerdem gibt es einen wichtigen Busbahnhof für Überlandbusse. Der Ort ist besonders unter Thailändern sehr beliebt, da in Poipet Spielkasinos existieren. In Thailand ist Glücksspiel offiziell verboten. Auch viele Ausländer ohne ständiges Bleiberecht nutzen den Grenzübergang zur Erneuerung ihres Visums.(sogenannter Visa-Run) Von Poipet gibt es eine Eisenbahnverbindung nach Siem Reap und Phnom Penh, die von Touristen gerne genutzt wird. Seit April 2019 gibt es wieder eine Eisenbahnverbindung zwischen Aranyaprathet und Poipet, die jedoch ausschließlich durch den Güterverkehr genutzt wird. Personen müssen nach wie vor die Grenze mit einem Taxi oder zu Fuß überqueren, um zum Bahnhof nach Poipet zu gelangen.
In den 1980er und 1990er Jahren war Aranyaprathet ein wichtiger Umschlagplatz für die Lieferung von Lebensmitteln an die zahlreichen Flüchtlingslager im thailändisch-kambodschanischen Grenzgebiet. Viele Hilfsorganisationen hatten eine Präsenz in der Stadt.